# Sevce (Štrpce)
Pour les articles homonymes, voir Sevce.
Sevce en serbe latin et Sevcë en albanais (en serbe cyrillique : Севце) est une localité du Kosovo située dans la commune/municipalité de Štrpce/Shtërpcë, district de Ferizaj/Uroševac (Kosovo) ou district de Kosovo (Serbie). Selon le recensement kosovar de 2011, elle compte 176 habitants, dont une majorité de Serbes.

## Démographie

### Évolution historique de la population dans la localité
| 1948  | 1953  | 1961  | 1971  | 1981  | 1991  | 2011 |
| ----- | ----- | ----- | ----- | ----- | ----- | ---- |
| 1 049 | 1 127 | 1 120 | 1 223 | 1 222 | 1 283 | 176  |

|  |